# 小行星13281
小行星13281（13281 Aliciahall）是一颗绕太阳运转的小行星，为主小行星带小行星。该小行星于1998年8月17日发现。

## 轨道参数
小行星13281的轨道半长轴为2.2571786 UA，离心率为0.127。